# Ren Hang (photographe)
Pour l’article homonyme, voir Ren Hang (footballeur).
Dans ce nom chinois, le nom de famille, Ren, précède le nom personnel.
Ren Hang (chinois simplifié : 任航, pinyin : rén háng) (30 mars 1987 à Changchun - 24 février 2017 à Pékin) est un photographe chinois.

## Biographie
Ren Hang naît dans le quartier de Nong' An, ville de Changchun, dans la province chinoise du Jilin.
Il commence la photographie en 2008. Autodidacte, il prend en photo ses amis, souvent dénudés. Il admet : « Je prends en général mes amis, parce que les inconnus me rendent nerveux. »

Le caractère cru de ses photographies, ainsi que la charge sociale qui leur était prêtée, ont valu à Ren Hang d'être souvent inquiété par les autorités chinoises,. Lui-même explique ne pas avoir d'intention politique particulière avec ses photos, révélant : 

« Je ne considère pas vraiment que mon travail soit tabou, parce que je ne réfléchis pas tant que ça dans un contexte culturel ou politique. Je ne repousse pas les limites intentionnellement, je me contente de faire ce que je fais. »

Atteint de dépression, il se suicide le 24 février 2017 en se jetant du haut de l’immeuble où il avait fait de nombreuses séances de prises de vue.

## Œuvre
L’œuvre photographique de Ren Hang est essentiellement composée de nus. Des accessoires divers peuvent accompagner ses sujets. Les postures, les cadrages, ces accessoires servent l'omniprésence du désir.
Tous les corps sont minces, souples et relativement imberbes, ce qui donne aux organes génitaux un impact plus impressionnant. Il photographie les hommes autant que les femmes et nie avoir une préférence esthétique pour l’un ou l’autre : « Le genre... ne compte pour moi que quand je fais l’amour. »

Même s’il nie que sa photographie ait un sens ou un but, déclarant qu’il le fait seulement car cela le rend heureux, il admet : 

« Je ne veux pas que les autres aient l’impression que les Chinois sont des robots sans bites ni chattes, ou qu’ils ont des parties génitales mais qu’ils les cachent comme des espèces de trésors secrets, déclare-t-il. Je veux dire que nos bites et nos chattes ne sont pas du tout une gêne. »

### Commentaires
Pour Mirjam Kooiman, commissaire d'exposition au Fotografiemuseum Amsterdam (FOAM), son travail ne hiérarchise pas masculin et féminin. Elle avance aussi que, même si le photographe ne revendique pas de message politique, le contexte de l'élaboration des œuvres leur apporte un sens supplémentaire.

### Soupçon de plagiat
Pendant The Photography Show , la foire photographique New Yorkaise la plus importante des États-Unis, organisée par l’Association of International Photography Art Dealers (AIPAD), des similitudes troublantes sont mises en avant avec le travail de Terry Richardson et Nobuyoshi Araki, ainsi que Ryan McGinley, Guy Bourdin,  Robert Farber ou encore Robert Mapplethorpe.

## Expositions
- 2014 : « La Chine à nue », Nue Galerie, Paris[10]
- 2016 : « Naked/Nude », FOAM, Amsterdam[11]
- 2017 : « Human Love », Fotografiska, Stockholm[12]
- 2017 - 2018 : « Naked/Nude », Musée des Beaux-Arts, Leipzig[13]
- 2019 : « Love, Ren Hang », Maison européenne de la photographie[14], Paris (posthume)
- 2020 : « Love, Ren Hang », C/O (en), Berlin[15] (posthume)